# Džordže Gider
Džordže Gider - Georg (psevdonim Enigmatko), slovenski enigmatik in sestavljalec križank, * 12. september 1962, Murska Sobota, † 2012. 
Džordže je živel in ustvarjal v Radencih. Julija 2001 je postavil prvo slovensko internetno stran Enigmatko.com, namenjeno predvsem vsem ljubiteljem križank in ugank.